# Urszula (wokalistka)
Urszula Beata Kasprzak (ur. 7 lutego 1960 w Lublinie) – polska piosenkarka rockowa i autorka tekstów.
W 1977 zdobyła Złoty Samowar na XIII Festiwalu Piosenki Radzieckiej w Zielonej Górze. W 1982 zaczęła koncertować z zespołem Budka Suflera, a wraz z Romualdem Lipką i muzykami zespołu stworzyła przeboje, takie jak m.in. „Luz blues, w niebie same dziury”, „Dmuchawce, latawce, wiatr”, „Malinowy król” czy „Powiedz, ile masz lat”. W zespole poznała Stanisława Zybowskiego, który stał się głównym kompozytorem jej piosenek, w tym hitu „Rysa na szkle”. W latach 1990–1994 mieszkała w Stanach Zjednoczonych. Po powrocie do Polski nagrała hardrockową płytę pt. Biała droga, która rozeszła się w nakładzie 800 tys. egzemplarzy i zawierała przeboje „Na sen”, „Niebo dla ciebie” i „Konik na biegunach”. Z kolejnych płyt pochodzą przeboje, takie jak „Anioł wie...”, „Dziś już wiem” czy „Każdy z nas ma”.

## Życiorys

### Wczesne lata
Urodziła się i wychowywała w Lublinie. Jej rodzice – Maria i Zdzisław Kasprzakowie – pracowali w państwowej firmie odzieżowej „Gracja”; jej ojciec był członkiem i menedżerem zakładowego Zespołu Pieśni i Tańca Ludowego „Gracja”. Wychowywała się ze starszą o cztery lata siostrą Ewą. Ciotka Marcina Wójcika, aktora kabaretowego związanego z Kabaretem Ani Mru-Mru. Marzyła o zawodzie nauczycielki muzyki lub bibliotekarki. Udzielała się w harcerstwie i występowała w szkolnych programach artystycznych. Od ósmego roku życia pobierała w ognisku muzycznym lekcje gry na akordeonie i fortepianie. Dodatkowo w wieku 14 lat zaczęła uczyć się śpiewu u prof. Adolfiny Szałańskiej w lubelskim Studium Piosenki. 
Ukończyła VIII Liceum Ogólnokształcące im. Zofii Nałkowskiej w Lublinie, po czym podjęła studia na Wydziale Wychowania Muzycznego na UMCS w Lublinie, gdzie wśród studentów był Dariusz Tokarzewski. Podczas studiów śpiewała w kościelnych zespołach i na koncertach organizowanych w lubelskim Centrum Kultury. Studia porzuciła na trzecim roku, chcąc poświęcić się karierze.

### Początki kariery
Jako 15-latka bez powodzenia wzięła udział w eliminacjach do XI Festiwalu Piosenki Radzieckiej w Zielonej Górze. Rok później ponownie startowała w eliminacjach XII edycji. W 1977 zakwalifikowała się na XIII Festiwal Piosenki Radzieckiej, na którym za wykonanie piosenki „Kopciuszek” zdobyła główną nagrodę – Złoty Samowar. Aleksander Bardini, wręczając nagrodę, ocenił, że Urszula „byłaby dobrą aktorką śpiewającą”. Po wygranej na festiwalu trafiła na okładki tygodników „Nowa Wieś” i „Na Przełaj” oraz otrzymała zaproszenie do występu w koncercie „Debiutów” na XVI Krajowym Festiwalu Piosenki Polskiej w Opolu w 1978, na którym zaśpiewała piosenkę „Umieć żyć” (sł. Barbara Rybałtowska, muz. Urszula Rzeczkowska) w aranżacji Ryszarda Szeremety.
Niedługo po udziale w festiwalu zaprzestała śpiewania, by skupić się na studiach. W 1980, będąc na pierwszym roku studiów, przyjęła propozycję wystąpienia w zespole wokalnym Ryszarda Kniata, towarzyszącym wykonawcom podczas XX Międzynarodowego Festiwalu Piosenki w Sopocie. Przez kilka miesięcy koncertowała z zespołem wojskowym, w którym śpiewał także Kniat. W tym czasie w studiu Radia Łódź nagrała również kilka piosenek Kniata: do tekstów Andrzeja Sobczaka („Gdy samotność nam dokuczy”, „Każdy winien sobie sam”, „Nic oprócz marzeń”, „Nie można tak na niby żyć”, „Noc nie przyszła pod mój dach”, „Świat inny wymiar ma” i „Żegnaj moja muzyko”) i ze słowami Andrzeja Kosmali („Królowa Kier”, „Miłość utraconych szans” i zachowaną w stylu country „Z każdym kilometrem kocham bardziej” w duecie z Kniatem (umieszczoną później na kasecie wydanej przez Tesco pt. Znowu w drodze – piosenki dla kierowców). Towarzyszyła też Majce Jeżowskiej w chórkach oraz w nagraniu jej debiutanckiej płyty Jadę w świat z 1981.

### Pierwsze lata współpracy z Budką Suflera
Na przełomie lat 1981 i 1982 Romuald Lipko, lider zespołu Budka Suflera, za namową Ryszarda Kniata i dziennikarza Jerzego Janiszewskiego, zgodził się skomponować dla Urszuli kilka piosenek. Nagrań dokonano 15 czerwca 1982 w poznańskim studio Polskiego Radia. Na gitarze grał Jan Borysewicz. Były to utrzymane w poprockowej stylistyce utwory: „Fatamorgana ’82”, „Bogowie i demony” i „Luz blues w niebie same dziury”. Zrealizowano do nich wideoklipy, dzięki czemu zaistniała w świadomości słuchaczy. W tym czasie zaczęła występować jedynie pod imieniem. W latach 1982–1983 współpracowała ze stylistką Aleksandrą Laską-Wołek, która odpowiadała za jej ówczesny wizerunek – wyregulowane i podkreślone brwi, smokey eyes i widoczny róż na policzkach, a także punkrockowe stylizacje sceniczne. 
Piosenką „Fatamorgana ’82” zadebiutowała w lipcu w jednym z sobotnich bloków programu Zapraszamy do Trójki Programu III Polskiego Radia, a tydzień później była notowana na liście przebojów tej radiostacji. Pozostałe utwory ukazały się pod koniec 1982 na pierwszym singlu Urszuli i także szybko podbiły krajowe listy przebojów. Lipko postanowił komponować dla Urszuli kolejne piosenki, co dało początek wieloletniej współpracy piosenkarki z Budką Suflera jako zespołem towarzyszącym.
Na początku 1983 utwór „Ciotka P.” znalazł się na telewizyjnej liście przebojów. Największy sukces odniosła ballada „Dmuchawce, latawce, wiatr”, która dotarła do pierwszego miejsca na Liście przebojów Programu Trzeciego oraz w konkursie Polskiego Radia i Telewizji została uznana za Największy przebój roku. Utwór doczekał się także anglojęzycznej wersji „Slowly Waking”, która weszła na listę przebojów Radia Luksemburg i była prezentowana w programie rozrywkowym Serce, czyli opowieść o panu, któremu uciekło serce (1983) w reż. Krzysztofa Bobrowskiego. Kolejnymi przebojami stały się: ballada „Michelle ma belle”, „Rodezja – finezja” i „Totalna hipnoza”, która była kolejną propozycją telewizyjnej listy przebojów. Nagrania ukazały się na debiutanckim albumie studyjnym piosenkarki, zatytułowanym po prostu Urszula, wydanym w tym samym roku. Artystka w kolejnych miesiącach po premierze płyty trafiła na okładki magazynów: „Non Stop” (grudzień 1982), „Filipinka” (styczeń 1983), „Panorama” (nr 7/1983-02-13), „Ekran” (nr 25/1983-06-19), „Magazyn Muzyczny Jazz” (wrzesień-październik 1983), „Razem” (1983-12-25) czy „Stolica”, pojawiła się także na rozkładówce m.in. „Dziennika Ludowego” oraz tygodników „Świat Młodych” i „Zarzewie”.
Jeździła z zespołem Budka Suflera jako „gość specjalny”, by zaśpiewać podczas koncertu kilka piosenek solo oraz w duetach m.in. z Felicjanem Andrzejczakiem („Noc komety”, cover „Time to Turn” grupy Eloy) i Krzysztofem Cugowskim („Jest taki samotny dom” i „Cień wielkiej góry”). W tym czasie zajęła drugie miejsce na Festiwalu Krajów Nadbałtyckich w Karlshamn, zdobyła nagrodę pisma „Mladá fronta Dnes” na festiwalu Intertalent'83 w Pradze oraz zwyciężyła na festiwalach w Berlinie, Dreźnie, Rostocku i Norymberdze. 
Poza nagraniami z Budką Suflera, w 1984 wzięła udział w programie muzycznym Katarzyny Gärtner Żeglując w dobry czas, gdzie zaprezentowała piosenkę „Polka idolka” (sł. Jerzy Kleyny), która trafiła na płytę obok innych wykonawców.

### Malinowy króli debiut aktorski
W czerwcu 1984 ukazał się drugi synth popowy album zapowiadany jako Wielki odlot, a ostatecznie pt. Malinowy król z odmiennym, mniej różnorodnym repertuarem, zdominowanym przez instrumenty klawiszowe. W wieżowcu Intraco zrealizowano też program telewizyjny Malinowy król z siedmioma teledyskami (6 utworami z drugiej płyty i „Michelle Ma Belle” z debiutanckiego albumu). Utwór tytułowy „Malinowy król” powstał już w czasach współpracy Budki Suflera z Izabelą Trojanowską, która wówczas odrzuciła propozycję zaśpiewania kompozycji Lipki, podobnie jak „Luz-blues, w niebie same dziury”. Tymczasem „Malinowy król” w interpretacji Urszuli okazał się jednym z największych przebojów roku 1984, choć niektórzy zarzucali, że melodia do piosenki to plagiat „Moonlight Shadow” Mike’a Oldfielda.
Kolejne piosenki przygotowane na drugi album Urszuli stały się potencjalnym przebojem i zaistniały w kulturze i świadomości słuchaczy: pełna elektrycznych i syntetycznych brzmień okraszonych gitarową solówką „Podwórkowa kalkomania”, ballada „Wielki odlot”, „Szał sezonowej mody” czy „Twoje zdrowie mała”. W tym czasie Urszula wraz z Budką Suflera wystąpiła na kinowym ekranie w melodramacie Ryszarda Rydzewskiego Alabama (1984) z piosenkami „Wielki odlot” i „Totalna hipnoza”. Na listy przebojów trafiła wówczas pochodząca z filmu wokaliza „Temat Bożeny”, która również pochodzi z drugiej płyty. 
Po wydaniu Malinowego króla Urszula przerwała współpracę z Budką Suflera, chcąc skupić się na solowych projektach. Wkrótce Roman Załuski zaangażował Urszulę do komedii erotycznej Och, Karol (1985), gdzie po raz pierwszy pojawiła się w roli aktorskiej jako Jola, koleżanka z pracy tytułowego bohatera (w tej roli Jan Piechociński). Film okazał się hitem frekwencyjnym, a promowała go piosenka „Baw mnie” (muz. Seweryn Krajewski, sł. Jacek Cygan), zaśpiewana przez Urszulę w duecie z Sewerynem Krajewskim, która trafiła na sam szczyt Telewizyjnej Listy Przebojów TVP2 prowadzonej przez Krzysztofa Szewczyka. Po latach Urszula przypomniała piosenkę „Baw mnie” na 53. KFPP w Opolu w 2016 w koncercie piosenek filmowych „Ta noc do innych jest niepodobna”. 
Urszula wcielała się również w różne role aktorskie w etiudach programu TVP2 Jarmark, gdzie gościnnie wzięła udział w teledysku pastiszu autorstwa prowadzących program Włodzimierza Zientarskiego, Krzysztofa Szewczyka i Wojciecha Pijanowskiego „Były sobie świnki trzy (sport, muzyka oraz gry)”. Z ekipą programu Jarmark koncertowała po całej Polsce i brała udział w scenkach kabaretowych. Wystąpiła też w Teatrze Telewizji TVP dla najmłodszych widzów w spektaklu Aleksandra Czekanowskiego i Macieja Kosińskiego Raz swawolny Tadeuszek (1985) na podstawie bajek Stanisława Jachowicza z muzyką Krzesimira Dębskiego, gdzie zaśpiewała dwie piosenki – „Mały Oleś” jako elegancka dama lat 30. i „Pan kotek był chory” jako sanitariuszka w duecie z Janem Prochyrą.

### Trzeci album i współpraca z Klinczem
Urszula za namową Mieczysława Jureckiego wznowiła współpracę z Budką Suflera i zaczęła nagrywać materiał na trzeci album, który miał roboczo nosić tytuł Próba sił. Utwór „Próba sił” notowany był w sierpniu 1985 na liście przebojów Programu Trzeciego, a tekst drukowany był wówczas w tygodniku „Radar”. Jednak ostatecznie nie znalazł się on na płycie zatytułowanej Urszula 3 (1987), gdzie przedstawiono bardziej gitarowe brzmienie, niż dotychczas. 
Nową Urszulę promował hit „Powiedz, ile masz lat”. Urszula modową inspirację zaczerpnęła wtedy od Madonny – koronkowe rękawiczki bez palców, natapirowane włosy, mnóstwo biżuterii i ostry makijaż. Tak się zaprezentowała z powodzeniem z przebojem „Powiedz, ile masz lat” w koncercie finałowym „Od Opola do Opola” na 23. KFPP w Opolu, gdzie zaśpiewała na bis. Na listy przebojów trafiły jeszcze inne utwory: „Jestem ogniem” (kompozycja Mieczysława Jureckiego), „Bez toastów” (porównywany czasem do kompozycji „Foreign Affair” Mike’a Oldfielda), „Kto zamiast mnie” i „Czeska biżuteria”. 
W międzyczasie Urszula rozpoczęła pracę na planie pierwszego odcinka serialu kryminalnego Na kłopoty… Bednarski – pt. „Kurier z Ankary” (1986), gdzie Paweł Pitera zaangażował ją do roli pokojówki (jej głos był dubbingowany przez Ewę Kanię) Anny Janickiej (Grażyna Barszczewska), żony zamordowanego dyplomaty. Ponadto wystąpiła w roli koleżanki z pracy głównego bohatera (Jerzy Zelnik) w telewizyjnym melodramacie Załuskiego Głód serca (1986). Zaśpiewała utwór „Sweet, Sweet Tulipan” (muz. Andrzej Korzyński, sł. Jacek Cygan), będący tematem przewodnim serialu telewizyjnego Janusza Dymka Tulipan (1986). 
W 1986 Urszula zadebiutowała jako autorka tekstu dwóch piosenek zespołu Klincz – „Pod latarnią” i „Koty”, które także wraz z grupą wykonywała. Ten pierwszy utwór miał teledysk nakręcony na Saskiej Kępie i w anglojęzycznej wersji „Light Up My Senses” znalazł się na składance Music from Poland at Midem '86 (1986). Album zespołu Klincz zatytułowany Jak lodu bryła, który był firmowany z Urszulą i zawierał ich dwa dotychczasowe wspólne przeboje, trafił na rynek w roku 1988.
W 1987 ukazała się książka pt. Bliscy nieznajomi: Ludzie z okładek z wywiadem „Dmuchawce, latawce, fiat” z Urszulą, opublikowanym w tygodniku „Razem”.
Użyczyła swojego głosu na ścieżce dźwiękowej Stan strachu (1989) nagranej przez Obywatela G.C. do filmu Stan strachu (1989) w reżyserii Janusza Kijowskiego. Z kolei w komedii Romana Załuskiego Galimatias, czyli kogel-mogel II (1989) wykonała piosenkę „Bądź zawsze blisko mnie” (muz. Seweryn Krajewski, sł. Marek Dagnan).

### Przemiana stylistyczna
W lutym 1987 wyruszyła w półroczną trasę koncertową po USA. Ważniejsze miejsca występów to: Beacon Theatre na Broadwayu, dyskoteka Red Parrot na Manhattanie, polonijny klub Polonez w Chicago, Cardinale Club, a także uczelnie w miastach, takich jak m.in.: Filadelfia, Waszyngton, Detroit, Chicago, Nowy Jork, Boston.
W 1988 roku powróciła z USA i wydała ostatni album nagrany z Budką Suflera, a pierwszy wyprodukowany przez Stanisława Zybowskiego, zatytułowany Czwarty raz. Na tej płycie po raz pierwszy zaśpiewała także własne teksty. Połowę piosenek skomponował jej dotychczasowy kompozytor Romuald Lipko, a drugą połowę - Zybowski. Płyta przeszła jednak bez echa, promowana umiarkowanymi przebojami „Raz”, „Czy to miłość to co czuję” i „Niebanalne życie”. Teledyski do tych piosenek zrealizowano w „Hard rock cafe” w Chicago, nad jeziorem Michigan i na ulicach Nowego Jorku, a ich montażem w Polsce zajęła się Małgorzata Potocka.

### Lata emigracji i muzyczny powrót
W 1989 Urszula wystąpiła podczas koncertu Polska Promocja na Międzynarodowym Festiwalu Piosenki w Sopocie z nowym zespołem Jumbo, którego liderem był Zybowski. Zaprezentowała nowy, bardziej drapieżny, rockowy wizerunek oraz kolejny przebój, balladę „Rysa na szkle”. Na niektóre listy przebojów trafił później utwór „Smutno jest w zoo”. Rozczarowana przebiegiem egzaminu weryfikacyjnego przeprowadzonego przez Komisję Weryfikacyjną Ministerstwa Kultury i Sztuki, a zarazem ówczesną sytuacją społeczno-polityczną w Polsce, wyemigrowała z rodziną do USA, gdzie przebywała w latach 1990–1994. W okresie emigracji koncertowała dla polskiej i amerykańskiej publiczności i dorabiała, transkodując kasety VHS z systemu polskiego na amerykański. Otrzymała także propozycję podpisania kontraktu z wytwórnią Universal Music Group. Koncertowała też dla polskiej i amerykańskiej publiczności. W 1992 roku na rynek trafił album, nagrany z Jumbo, zatytułowany Urszula & Jumbo. Materiał z płyty był zmasterowany w „Starke Lake Studios” na Florydzie. Chórki na płycie zaśpiewali Stanisław Soyka i Kayah. Oprócz „Rysy na szkle” (wydanej w wersji anglo-polskojęzycznej jako „I Am On My Own”) i „Smutno jest w zoo”, krążek nie przyniósł żadnych innych hitów, kompletnie pozbawiony promocji i zignorowany przez wszystkie czołowe stacje radiowe i telewizyjne. Fragmenty płyty wyemitowali podczas wizyty w studiu Radia Woodstock. W tym samym roku ukazała się w Polsce kompilacja przebojów pt. Best of Budka Suflera & Urszula, za to na amerykańskim rynku pojawiła się w limitowanym nakładzie składanka pt. Greatest Hits of Urszula z niemal identycznym zestawem nagrań. W 1993 w Cricket Clubie w New Jersey zagrała koncert w ramach Wielkiej Orkiestry Świątecznej Pomocy, z którego relację pokazano w TVP. Podczas pobytu w USA wraz z Zybowskim tworzyła materiał na album Biała droga.
W 1994 wzięła udział w amerykańskiej trasie koncertowej Budki Suflera z okazji 20–lecia istnienia zespołu. Po powrocie do kraju kontynuowała występy jubileuszowe z Budką Suflera, poza tym wydała utwór „Bez ciebie nie ma mnie” (później umieszczony na jej kolejnym albumie jako „Euforia”) wraz z teledyskiem wyreżyserowanym przez Kubę Wojewódzkiego oraz nagrała cover szlagieru Michała Hochmana „Konik na biegunach”, który przywrócił ją na szczyt. W tym czasie znalazła sponsora – firmę Iveco, która częściowo pokryła koszty nagrania jej nowej płyty. Sesje nagraniowe artystka opłaciła również z honorarium, które otrzymała za nagrania piosenek do spotów reklamowych producenta kawy Jacobs oraz Mleka Białego. W 1995 zaprezentowała balladę „Woodstock ’94”, która zyskała umiarkowany sukces na rynku, a także zagrała koncert na pierwszym Przystanku Woodstock. W 1996 wydała utwór „Na sen”, który trafił na listy przebojów i stał się jednym z jej największych hitów w karierze. Wytwórnie muzyczne nie były jednak zainteresowane wydaniem jej nowego materiału, co było związane z obraniem przez artystkę nowego, znacznie mocniejszego kierunku muzycznego niż przed wyjazdem do USA. Ostatecznie nawiązała współpracę z firmą Zic Zac Marka Kościkiewicza, dzięki czemu 21 marca wydała album pt. Biała droga, na którym – poza „Konikiem na biegunach” i coverem utworu Led Zeppelin – umieściła piosenki z autorskimi tekstami. Utrzymany w rockowej stylistyce album szybko zyskał miano multiplatynowej płyty, okazał się największym bestsellerem w karierze piosenkarki, osiągając nakład ponad 800 tys. egzemplarzy. Na szczyty list przebojów trafiły także piosenki: „Niebo dla Ciebie”, „Ja płaczę” i tytułowa „Biała droga”. Po wydaniu płyty odbyła ogólnopolską trasę koncertową.
Wkrótce po premierze płyty wystąpiła na 33. KFPP w Opolu oraz Sopot Rock Festiwal, a także na Przystanku Woodstock dla trzydziestotysięcznej widowni na lotnisku pod Szczecinem. W grudniu 1996 wydała album koncertowy pt. Akustycznie, za który uzyskała status platynowej płyty dzięki sprzedaniu ponad 120 tys. sztuk. Na potrzeby płyty nagrała m.in. przebój „Coraz mniej” (będący polskojęzyczną wersją piosenki „Wishing Well” z płyty Urszula & Jumbo) i nową wersję hitu „Dmuchawce, latawce, wiatr”. W 1997 nagrała piosenkę „Co się z tobą dzieje” na składankę nagrań różnych wykonawców Być wolnym; utwór w nowej wersji trafił również na jej kolejny album. W tym samym roku premierę miały pilotażowe odcinki serialu Zaklęta, w którym zagrała Urszula. W grudniu tego samego roku w duecie z Kayah nagrała utwór „Uwierz, to nie ja”, umieszczony na kompilacji Playboy Play... firmowanej przez miesięcznik „Playboy”. Wzięła udział w nagraniu piosenki przeciwko Fali Agresji i Przemocy – „Pokonać strach”, a 23 listopada 1998 wydała album pt. Supernova, za którego sprzedaż w nakładzie ponad 120 tys. sztuk uzyskała certyfikat platynowej płyty. Album przyniósł jeden z najpopularniejszych przebojów roku, „Anioł wie...” i nową wersję nagrania „Rysa na szkle”. Na listy przebojów trafiły także single: „Dnie-ye!”, „Żegnaj więc” i „Depresja”.
26 kwietnia 2001 wydała album pt. Udar, który nagrała w całości w swoim domowym studio – Vega Studio. Płytę promowała singlami: „Udar”, „Piesek twist”, „Klub samotnych serc” i „Progress”, które odniosły umiarkowany sukces. Choć albumem nie powtórzyła sukcesu poprzednich płyt, uzyskała za niego certyfikat złotej płyty za sprzedaż w nakładzie 35 tys. kopii. 25 sierpnia podczas 38. festiwalu sopockiego odebrała statuetkę Bursztynowego Słowika za całokształt dokonań artystycznych. Również w 2001 do jej zespołu koncertowego dołączył gitarzysta rockowy Maciej Gładysz, który zastępował chorującego na nowotwór męża, Stanisława Zybowskiego. 
Po śmierci męża w listopadzie 2001 na kilka miesięcy zawiesiła karierę muzyczną.

### Kolejne projekty muzyczne
17 czerwca 2002 do sprzedaży trafił dwupłytowy album kompilacyjny pt. The Best przygotowany przez Urszulę i Zybowskiego z okazji 20-lecia pracy artystycznej; na pierwszej płycie zebrano 12 ich wspólnie nagranych przebojów oraz premierowy singiel „To, co było raz (nie wróci już)”, a na drugiej umieszczono 11 utworów w wersjach koncertowych – pięć przebojów z lat 80. i pięć z lat 90. oraz cover utworu „Rock and Roll” z repertuaru Led Zeppelin. Album uzyskał status złotej płyty, osiągając sprzedaż w nakładzie ponad 35 tys. sztuk. Również w 2002 Urszula nagrała pierwszy w karierze album z kolędami, który ukazał się jako dodatek do tygodnika „Przyjaciółka”. W 2003 wzięła udział w projekcie RMF FM i nagrała dwa covery światowych przebojów z polskimi tekstami na płytę RMF FM – Moja i Twoja muzyka: „Kto by cię chciał pokochać” („Could You Be Loved” z repertuaru Boba Marleya) i „Jeśli mnie nie znasz” („If You Don’t Know Me By Now” grupy Simply Red); do pierwszej piosenki nakręciła teledysk. W tym samym roku włączyła się w kampanię społeczną Możesz zdążyć przed rakiem, a na potrzeby projektu nagrała utwór „Gdy mi ciebie zabraknie” wydany na albumie pt. Ladies, który promowała na galowym koncercie wraz z innymi polskimi wokalistkami. W tym samym roku wydała minialbum z piosenkami dla dzieci, będący dodatkiem do tygodnika „Gala”, poza tym do sprzedaży trafiła kompilacja hitów Urszuli pt. Złota kolekcja. Baw mnie.
W maju 2004 wzięła udział w koncercie Budki Suflera, zorganizowanym podczas festiwalu w Opolu dla uczczenia 30-lecia działalności zespołu. 5 lipca w sprzedaży ukazała się jeszcze jedna kompilacja przebojów Urszuli – Gwiazdy XX wieku: Urszula, największe przeboje, część 1, która zawierała piosenki z płyty Akustycznie. 20 września została wydana pt. druga część tej kompilacji, zawierająca hity wylansowane przez Urszulę po jej powrocie na rynek muzyczny w połowie lat 90. W lutym 2005 wspólnie z innymi polskimi wokalistami nagrała utwór „Pokonamy fale” w ramach akcji charytatywnej na rzecz ofiar tsunami na Oceanie Indyjskim. We wrześniu wydała singiel „Dziś już wiem”, który dedykowała zmarłemu mężowi. Utwór, który wyprodukowała z Krzysztofem Pszoną, okazał się wielkim przebojem, jednak zapowiadany wówczas nowy album nie ukazał się przez blisko pięć kolejnych lat. W tym czasie regularnie koncertowała i pracowała nad materiałem na nowy album. W grudniu, jako dodatek do „Gazety Wyborczej”, ukazał się kolejny album Urszuli z kolędami, nagrany wspólnie z Poznańskim Chórem Chłopięcym.
W czerwcu 2006 wystąpiła w dwóch koncertach podczas 43. KFPP w Opolu: podczas konkursu Superjedynek zaśpiewała hit „Dziś już wiem”, a w Premierach Gwiazd wykonała utwór „Nie znam” (wydany później na płycie jako „Kayla”). W 2007 nagrała piosenkę „To ja” z zespołem Vino, a w 2008 – utwór „Pierwszy wiersz” z zespołem Czarno-Czarni na jego płytę Nudny świat. W drugiej połowie 2009 gościnnie wystąpiła z Budką Suflera na koncertach z okazji 35-lecia istnienia zespołu: w sierpniu podczas Sopot Hit Festiwal, w październiku w katowickim Spodku oraz w listopadzie na kilku koncertach w USA.

### Kolejny powrót
W czerwcu 2009 radiową premierę miał pierwszy od czterech lat singiel Urszuli – „Wstaje nowy dzień”, który przez kilka kolejnych miesięcy był notowany na listach przebojów w lokalnych rozgłośniach. 9 kwietnia 2010 wydała album studyjny pt. Dziś już wiem, utrzymany w stylistyce soft rockowej. Płytę promowała utworem „Każdy z nas ma”. Album wyprodukował Maciej Gładysz, który po śmierci Zybowskiego został kierownikiem muzycznym zespołu Urszuli. Na listy przebojów trafił jeszcze utwór „Skaczę na dach”, sam album uzyskał status złotej płyty za sprzedaż w nakładzie ponad 15 tys. sztuk. 6 sierpnia album został dodatkowo wydany na karcie pamięci, jako pierwsze polskie wydawnictwo wydane w formacie Flash Music. 29 października ukazała się reedycja albumu Dziś już wiem, zawierająca CD z utworami z podstawowej wersji płyty oraz DVD z 17 teledyskami Urszuli, wyselekcjonowanymi z całego okresu jej kariery. W znalezieniu pierwszych klipów pomagali fani artystki. Reedycję płyty promował utwór „Ten drugi”.

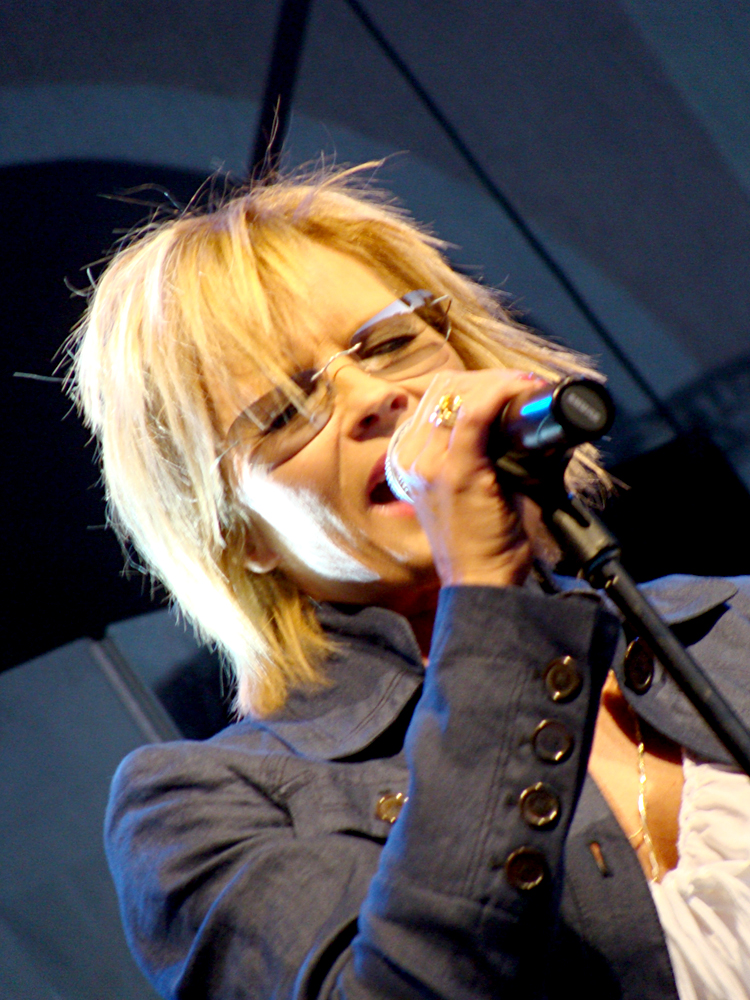
Urszula (2010)

22 sierpnia 2011 ukazały się kompaktowe reedycje wszystkich czterech albumów Urszuli nagranych z Budką Suflera. W 2012, wspólnie z zespołem Jary Band, nagrała piosenkę „Jesteś tu”, promującą jego album Trudno powiedzieć. 27 sierpnia 2013 wydała dziesiąty album studyjny pt. Eony snu, utrzymany w rockowej stylistyce. Urszula napisała większość tekstów i część muzyki na płytę, którą w dodatku współprodukowała z Piotrem Mędrzakiem, gitarzystą i kierownikiem jej zespołu koncertowego. Album zapowiadała singlem „Miłość”, będący polskojęzyczną, a do tego balladową wersją utworu „I Really Have To Go” z płyty Urszula & Jumbo. Kolejnym singlem promującym płytę był utwór „Kamienie”.
W kwietniu 2014 odbyła się płytowa premiera projektu Miłość mi wszystko wyjaśniła stworzonego dla uczczenia kanonizacji Jana Pawła II; Urszula na potrzeby projektu wykonała utwory „Za te chwile” i „Dziewczyna zawiedziona” skomponowane przez Roberta Jansona. 27 maja z okazji 30-lecia pracy artystycznej przygotowała album pt. Wielki odlot 2 – Najlepsze 80-te, na który nagrała 10 swoich największych przebojów w odświeżonych aranżacjach oraz dwa premierowe single: „Wielki odlot 2” oraz „Mała”. 30 maja podczas festiwalu TOPtrendy 2014 jako pierwsza polska artystka po raz drugi w karierze odebrała nagrodę Bursztynowy Słowik za całokształt twórczości.

### 20-lecieBiałej drogii kolejne jubileusze
8 stycznia 2015 została odznaczona przez Ministerstwo Kultury i Dziedzictwa Narodowego Brązowym Medalem „Zasłużony Kulturze Gloria Artis”. W tym samym roku nagrała z zespołem Pectus utwór „Za kogo ty się masz” na płytę Kobiety, zawierającą duety z najważniejszymi wokalistkami w historii polskiej muzyki. 13 listopada w serii wytwórni Sony Music „Lubię polskie” ukazała się składanka przebojów Urszuli z lat 1994–2001. W nocy z 29 na 30 lipca 2015 z okazji 20-lecia wydania albumu Biała droga zagrała jubileuszowy koncert na scenie Akademii Sztuk Przepięknych podczas 21. Przystanku Woodstock, na którym zaprezentowała głównie piosenki z płyty. Zapis koncertu wydała 20 listopada 2015 na dwupłytowym albumie z dyskami CD i DVD Biała droga Live – Woodstock Festival Poland 2015.

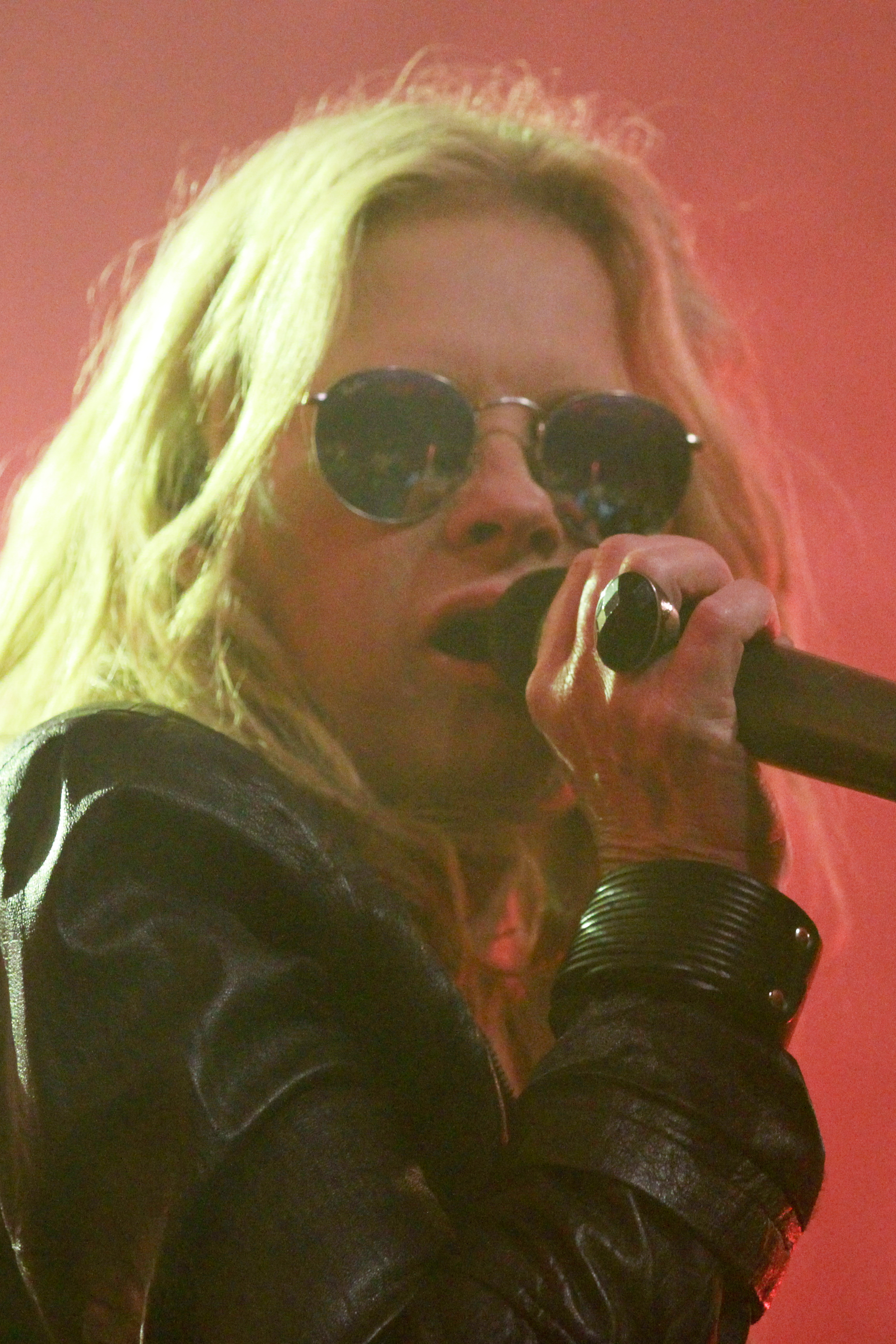
Urszula na Przystanku Woodstock (2015)

25 marca 2016, z okazji jubileuszu wydania albumu Biała droga, do sprzedaży trafiła jego reedycja zawierająca materiał zremasterowany z oryginalnych taśm. Wydawnictwo zostało wzbogacone o nagranie „Król w malinach”, będące jednym z dwóch utworów, któremimo nagrania nie znalazły się na albumie. Drugiej z piosenek, „Zły”, nie udało się odnaleźć na taśmach-matkach, dlatego z powodu złej jakości nagrania została pominięta na płycie i udostępniona jedynie na fanpage’u Urszuli. W kwietniu piosenkarka zaprezentowała singiel „Sztylet”, który stworzyła z Piotrem Mędrzakiem i Piotrem Wróblem. Wiosną odbyła swoją pierwszą w Polsce klubową trasę koncertową pt. „XX-lecie Białej Drogi”, z okazji wydania jubileuszowej reedycji albumu Biała droga. Najlepsze wykonania poszczególnych piosenek z tej płyty zebrała na dwupłytowym albumie z dyskami CD i DVD pt. Biała droga Live, który wydała 16 września 2016; na płycie umieściła bonus w postaci dwóch nagrań z 23. KFPP w Opolu z 1996. Jesienią 2016 odbyła swoją pierwszą w Polsce akustyczną trasę koncertową pt. „Urszula Akustycznie – Największe przeboje”, zorganizowaną w największych salach koncertowych, z gościnnym udziałem kwartetu smyczkowego Aukso. Występ w Pałacu Młodzieży w Katowicach udokumentowano koncertowym albumem Urszula z kwartetem smyczkowym – Złote przeboje akustycznie, wydanym 17 lutego 2017 i zawierającym największe przeboje Urszuli. Wiosną 2017 artystka wyruszyła z kwartetem Aukso na drugą część tej trasy. Dodatkowo w styczniu i sierpniu 2017 wystąpiła m.in. z Beatą Kozidrak i Krzysztofem Cugowskim w koncercie Zakochani w Lublinie z okazji 700. urodzin miasta Lublin z piosenkami „Kolejka napowietrzna” i „Dzień Dobry Panie Lu” skomponowanymi przez Tomasza Momota.
W 2018 świętowała 35-lecie działalności artystycznej. W styczniu wydała singiel „O mnie, o Tobie”, którego tekst napisała z Patrykiem Kumórem i Pele Loriano. Przez kolejne dwa miesiące koncertowała w kilku miastach m.in. w Poznaniu, Gdańsku i w Krakowie w ramach trasy koncertowej Najlepsze 80-te, którą kontynuowała jesienią. 27 listopada 2020 wydała dwupłytpwy album świąteczny pt. Cud nadziei z pastorałkami i kolędami („Anioł pasterzom mówił”, „Gdy śliczna Panna”, „Jezus malusieńki”, „Pójdźmy wszyscy do stajenki”, „Wśród nocnej ciszy”, „W żłobie leży”) oraz piosenkami folk i pop we współczesnym brzmieniu. 6 czerwca 2021 wydała reedycję płyty pt. Urszula & Jumbo, a 23 lipca do sklepów i serwisów cyfrowych trafiła reedycja siódmego studyjnego albumu Urszuli pt. Supernova; materiał z płyty – podobnie jak z albumu Biała droga – nagrała na nowo. 3 sierpnia singlem „Kilka słów” zapowiedziała swój kolejny album. Płytę, zatytułowaną Teraz ja, wydała 22 października 2021. Album promowała także single „Zaczaruj”, który napisała dla niej Ania Dąbrowska. W maju 2022 do sprzedaży trafi książka pt. „Urszula”, będąca wywiadem rzeką przeprowadzonym z artystką przez Ewę Annę Baryłkiewicz.
21 sierpnia 2024 wystąpiła na koncercie „Muzyka to coś, co nas łączy” w ramach Top of the Top Sopot Festival.

## Charakterystyka muzyczna, inspiracje i wizerunek
We wczesnych latach kariery śpiewała muzykę country. Od lat 80. nagrywa głównie piosenki rockowe i pop-rockowe. Przy projekcie Jumbo znów wróciła do grania rockowych piosenek. Podczas pobytu w USA zaczęła grać mocniejsze brzmienia, które przekładała na nagrania również w Polsce. Przed wydaniem albumu Biała droga nieco złagodziła początkowe, hardcore’owe brzmienie płyty.
Pisze teksty piosenek do już gotowych melodii. Tworzy głównie w języku polskim, ale na potrzeby projektu Urszula & Jumbo nagrała piosenki w języku angielskim.
W okresie licealnym słuchała brytyjskich zespołów rockowych, takich jak Uriah Heep, T. Rex, Led Zeppelin i Procol Harum. Na studiach zafascynowała się twórczością artystów, takich jak Electric Light Orchestra, The Beatles, Bee Gees, Whitney Houston, Dionne Warwick i Roberta Flack, jej idolkami były także Renata Lewandowska z Grupy I oraz Grażyna Łobaszewska.
W latach 90. zafascynowała się modą grunge’ową.

## Życie prywatne
Była związana z muzykiem Pawłem Markowskim. W 1985 poznała swojego muzycznego partnera i przyszłego męża, Stanisława Zybowskiego. Mają syna Piotra (ur. 1987), który został perkusistą i pracował w ekipie technicznej na koncertach matki. Mieszkali na warszawskiej Ochocie, podczas pobytu w USA w latach 1990–1994 rezydowali w Chicago i New Jersey oraz na Florydzie, a po powrocie do Polski i sukcesie albumu Biała droga zamieszkali w Józefowie. W 1992 sformalizowała związek z Zybowskim, z którym pozostała do jego śmierci 22 listopada 2001. Również w 2001 uzyskała amerykańskie obywatelstwo. Drugim mężem Urszuli został jej menedżer Tomasz Kujawski, z którym ma syna Szymona (ur. 5 maja 2003). W 2019 urodziła się jej wnuczka Maria.
Angażuje się w liczne akcje społeczne, m.in. związane z walką z uzależnieniami; współpracuje z Fundacją „Młodzi w Uzależnieniu”.

## Zespół

### Obecnie
- Piotr „Szu” Mędrzak – gitara (od 2003)
- Sławomir „Kosa” Kosiński – gitara (od 2004)
- Michał „Burza” Burzymowski – gitara basowa (od 2003)
- Krzysztof „Polo” Poliński – perkusja (od 2000)
- Anna Stankiewicz – chórki (2000–2012, od 2023)

### Dawniej
- Stanisław „Zybek” Zybowski – gitara (1998–2001)
- Bartek Gasiul – instrumenty klawiszowe (2013–2016)
- Sławomir „Jasiek” Piwowar – instrumenty klawiszowe (1998–2001, 2012–2013)
- Łukasz „Laszlo” Sztaba – instrumenty klawiszowe (2004–2012)
- Maciek „Mateo” Gładysz – gitara (2001–2011)
- Dorota Kopka-Broniarz – chórek (2013-2023)
- Jarosław Chilkiewicz – gitara (2000–2001)
- Wojciech „Puzon” Kuzyk – gitara basowa (1998–2001)
- Robert „Misiek” Szymański – perkusja (1998–2000)
- Małgorzata „Padosia” Paduch – chórki (1998–2000)

KECZAPS
- Stanisław „Zybek” Zybowski – gitara (1996–1997)
- Wojciech „Puzon” Kuzyk – gitara basowa (1996–1997)
- Sławomir „Jasiek” Piwowar – instrumenty klawiszowe (1996–1997)
- Robert „Misiek” Szymański – perkusja (1996–1997)
- Małgorzata „Padosia” Paduch – chórki (1996–1997)

DOGS
- Stanisław „Zybek” Zybowski – gitara (1994–1995)
- Jacek Królik – gitara (1994–1995)
- Piotr Żaczek – gitara basowa (1994–1995)
- Sławomir „Jasiek” Piwowar – instrumenty klawiszowe (1994–1995)
- Artur Malik – perkusja (1994–1995)

JUMBO
- Stanisław „Zybek” Zybowski – gitara (1988–1993)
- Włodek „Lola” Krakus – gitara basowa (1993)
- Steve Colazingeri – perkusja (1992–1993)
- Mark Sutton – gitara basowa (1992)
- Nick Gianni – gitara basowa (1991)
- Fabrice Bonne – perkusja (1990–1991)
- Paweł Jastrzębski-Mąciwoda – gitara basowa (1990)
- Johny Ferreira – instrumenty klawiszowe (1990)
- Sławomir „Jasiek” Piwowar – instrumenty klawiszowe (1989)
- Bodek Kowalewski – gitara basowa (1989)
- Amadeusz Majerczyk – perkusja (1989)

## Dyskografia
Albumy studyjne
- Urszula (1983)
- Malinowy król (1984)
- Urszula 3 (1987)
- Czwarty raz (1988)
- Urszula & Jumbo (1992)
- Biała droga (1996)
- Supernova (1998)
- Udar (2001)
- Dziś już wiem (2010)
- Eony snu (2013)
- Cud nadziei (2020)
- Teraz ja (2021)

## Filmografia
| Rok  | Tytuł                                                            | Rola                       | Reżyser                           |
| ---- | ---------------------------------------------------------------- | -------------------------- | --------------------------------- |
| 1984 | Alabama (film fabularny)                                         | piosenkarka                | Ryszard Rydzewski                 |
| 1985 | Och, Karol (film fabularny)                                      | Jola                       | Roman Załuski                     |
| 1986 | Na kłopoty… Bednarski (serial obyczajowy) – odc. Kurier z Ankary | pokojówka Janickiej        | Paweł Pitera                      |
| 1986 | Głód serca (film fabularny)                                      | koleżanka Janusza w biurze | Roman Załuski                     |
| 1997 | Zaklęta (serial obyczajowy)                                      | Jenny                      | Piotr Łazarkiewicz, Piotr Mikucki |

## Nagrody i odznaczenia
- 1977 – nagroda Złotego Samowara na XIII Festiwalu Piosenki Radzieckiej w Zielonej Górze
- 1983 – Metronom '83 za najlepszy przebój roku „Dmuchawce, latawce, wiatr”
- 1999 – Mikrofon „Popcornu” w kategorii wokalistka roku
- 2001 – nagroda Bursztynowego Słowika na 38. festiwalu sopockim za całokształt dokonań artystycznych[52].
- 2014 – nagroda Bursztynowego Słowika podczas festiwalu TOPtrendy[109].
- 2015 – Brązowy Medal „Zasłużony Kulturze Gloria Artis” od Ministerstwa Kultury i Dziedzictwa Narodowego[110].
- 2025 – Nagroda Superjedynki podczas 62. Krajowego Festiwalu Polskiej Piosenki w Opolu[153]